# Салтыков, Виталий Васильевич
Виталий Васильевич Салтыков (1925—1997) — советский военный, государственный и политический деятель, генерал-полковник.

## Биография
Родился в 1925 году в деревне Малышенка. Член КПСС с 1946 года.
Образование высшее (окончил Военную академию бронетанковых войск и Военную академию Генерального штаба).
Участник Великой Отечественной войны в составе 68-й гвардейской стрелковой дивизии.
С 1943 года — на военной службе, общественной и политической работе.
До 1943 гг. — шофёр в колхозе.
- В 1943—1974 гг. — командир роты, начальник штаба батальона, командир полка, командир дивизии.[2]
- В 1974—1976 гг. — командующий 5-й гвардейской танковой армией.[2]
- В 1976—1985 гг. — первый заместитель командующего войсками Краснознаменного Закавказского военного округа.[2]

C 1985 гг. — персональный пенсионер.
Избирался депутатом Верховного Совета Грузинской ССР 10-го созыва. Делегат XXV съезда КПСС.
Умер в Москве в 1997 году. Похоронен на Троекуровском  кладбище.